# Elezioni parlamentari in Sri Lanka del 2020
Le elezioni parlamentari in Sri Lanka del 2020 si sono tenute il 5 agosto per il rinnovo del Parlamento. In seguito all'esito elettorale, Mahinda Rajapaksa, espressione dello Sri Lanka Podujana Peramuna, è divenuto Primo ministro.

## Risultati
| Liste                                 | Voti       | %     | Seggi |
| ------------------------------------- | ---------- | ----- | ----- |
| Sri Lanka Podujana Peramuna           | 6 853 690  | 59,09 | 145   |
| Samagi Jana Balawegaya                | 2 771 980  | 23,90 | 54    |
| Jathika Jana Balawegaya               | 445 958    | 3,84  | 3     |
| Alleanza Nazionale Tamil              | 327 168    | 2,82  | 10    |
| Partito Nazionale Unito               | 249 435    | 2,15  | 1     |
| Fronte del Popolo Nazionale Tamil     | 67 766     | 0,58  | 1     |
| Our Power of People's Party           | 67 758     | 0,58  | 2     |
| Tamil Makkal Viduthalai Pulikal       | 67 692     | 0,58  | 1     |
| Partito della Libertà dello Sri Lanka | 66 579     | 0,57  | 1     |
| Partito Democratico del Popolo Eelam  | 61 464     | 0,53  | 2     |
| Altri <0,50%                          | 395 817    | 3,41  | 5     |
| Indipendenti                          | 223 622    | 1,93  | –     |
| Totale                                | 11 598 929 | 100   | 225   |